# Spiraea japonica
Spirée du Japon
Espèce
Spiraea japonica, la Spirée du Japon, est une espèce de plantes à fleurs du genre Spiraea et de la famille des Rosacées. Il s'agit d'un buisson pouvant atteindre 1,2 à 2 m de haut. Les feuilles caduques alternées sont généralement ovales et mesurent de 2,5 à 7,5 cm de long, avec des bords dentés. Elle possède des inflorescence de fleurs roses.

## Distribution
La Spirée du Japon est originaire d'Asie de l'Est (Japon, Chine, Corée). Elle a été introduite en Europe et en Amérique du Nord comme plante ornementale, et y est maintenant considérée comme envahissante.

## Habitat
La Spirée du Japon préfère les habitats humides et ensoleillés, mais peut se satisfaire d'une certaine ombre. On la trouve souvent le long des ruisseaux, dans les tourbières, en bordure de forêt où dans les clairières.

## Cultivar

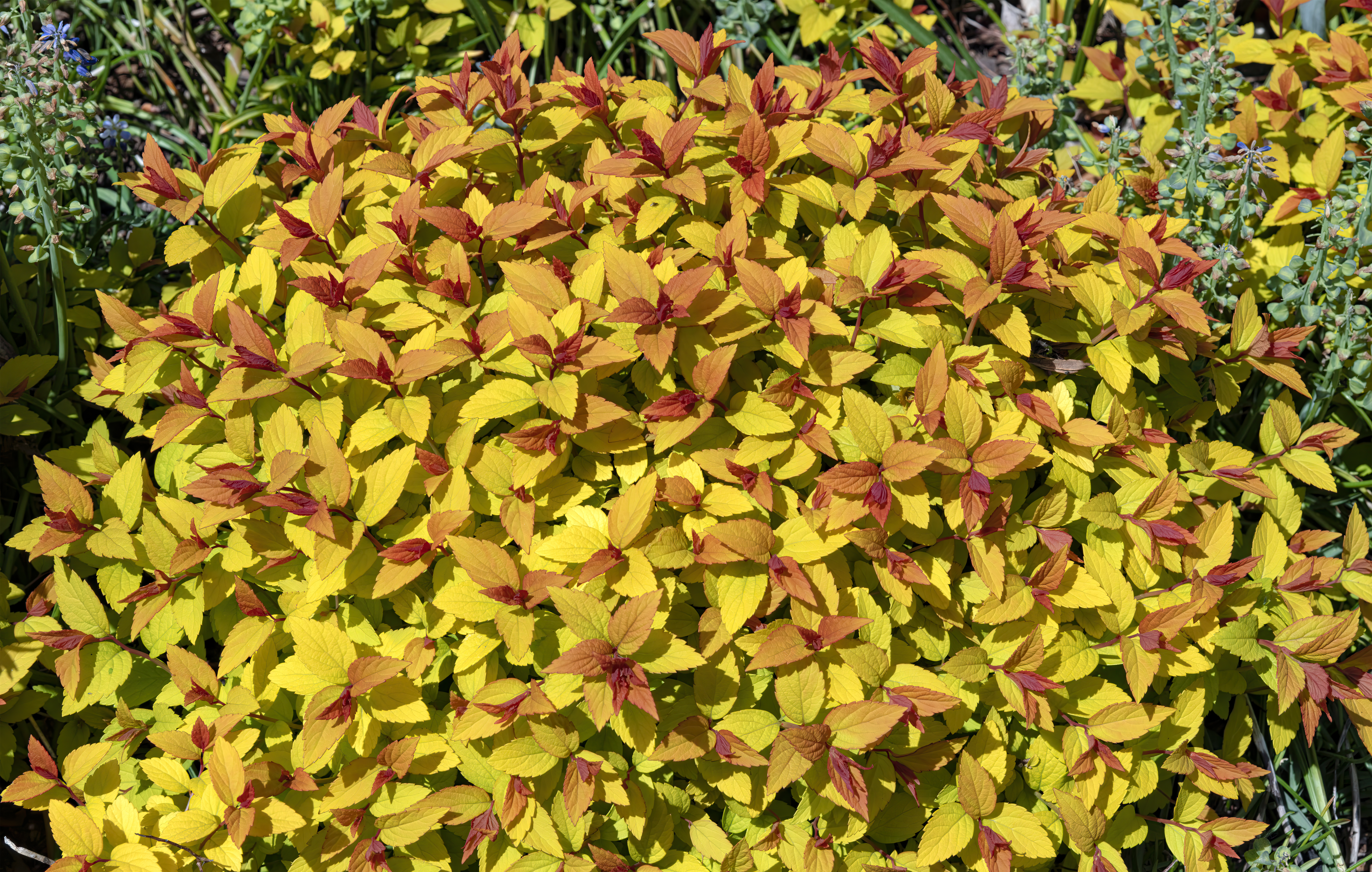
Spiraea japonica 'Goldflame' - habitus.